# Erik Solbakken
Erik Solbakken  est un présentateur de télévision norvégien, né le 17 novembre 1984 à Hemsedal. En mai 2010, il présente le Concours Eurovision de la chanson 2010 en compagnie de Haddy Jatou N'jie et de Nadia Hasnaoui.
Il a animé plusieurs émissions pour enfants, y compris Barne-tv, Julemorgen, et Superkviss, ainsi que pour Barnetimen de minste sur NRK P2.